# Heinrich Joseph Joesten
Heinrich Joseph Joesten (* 12. November 1763 auf Haus Overbach; † 23. Mai 1829 in Waldbröl) war ein deutscher Jurist und Kommunalpolitiker. Er war Richter und ab 1816 der erste Landrat des Kreises Waldbröl.

## Leben
Als Sohn des Gerichtsschultheissen Johann Gebhard Wilhelm Joesten (9. Mai 1717–21. Dezember 1791) und der Anna Margaretha (geb. Grieffrath, † 10. April 1785) war Joesten ein Nachkomme einer eingesessenen Familie in Much. Seit 1721 besaß sie durch Heirat Haus Overbach. Im Jahr 1781 immatrikulierte Joesten sich an der Universität in Köln zum Studium der Rechtswissenschaften. 1790 bekleidete Joesten das Amt des Gerichtsschultheissen in Much, in der Folge wurde er Richter am Hochgericht im Amt Windeck, das alle 14 Tage in Waldbröl tagte. Daneben betreute er als Vorsitzender die Nebengerichte in Much, Eckenhagen und Morsbach. Nach der Anpassung der bergischen Gerichtsbarkeit an den Code Napoleon war er von 1812 bis zum 30. April 1816 Friedensrichter im Kanton Waldbröl. Während dieser Zeit musste er im Jahr 1813 vor dem Aufstand des Kriegsdienstverweigerers Johann Wilhelm Pauli flüchten. Im April 1816 wurde Joesten zunächst kommissarischer Landrat des neu gebildeten Kreis Waldbröl. Die definitive Ernennung erfolgte mit Allerhöchster Kabinettsorder vom 9. Mai 1818, wobei Joesten davon entbunden wurde, die vorgeschriebenen Examen abzulegen. Er verstarb im Dienst.

## Familie
Joesten hatte drei Brüder und vier Schwestern.
Er heiratete am 17. November 1795 Johanna Katharina Henriette de Berghes (* 4. Juli 1775 in Wipperfürth; † 12. November 1833 auf Haus Overbach), eine Tochter des jülisch-bergischen Hofkammerrats Franz Adam Ernst de Berghes (1722–1819) und der Magdalena Catherine Esther de Berghes, geb. Richeln. Das Ehepaar hatte 15 Kinder.